# Atticus Shaffer
Atticus R. Shaffer (Santa Clara, Califórnia, 19 de junho de 1998) é um ator norte-americano, conhecido por interpretar Matty Newton no filme de terror The Unborn (2009) e Brick Heck na sitcom da ABC, The Middle.

## Vida pessoal
Atticus nasceu em Santa Clara, Califórnia, filho de Debbie e Ron Shaffer, com quem vive. Ele estuda e é educado em sua casa.
Shaffer tem osteogénese imperfeita, tipo IV, uma condição genética herdada de sua mãe, que tem o tipo I. Sua pequena estatura desta condição o ajuda a retratar Brick em The Middle, três anos mais jovem do que sua idade real.

## Trabalhos

### Filmes
| no   | Título              | Personagem              | Notas |
| ---- | ------------------- | ----------------------- | ----- |
| 2008 | Leaving Barstow     | Garoto no ônibus        |       |
| 2008 | Hancock             | Garoto sentado no banco |       |
| 2008 | An American Carol   | Timm/Atticus            |       |
| 2009 | The Unborn          | Matty Newton            |       |
| 2009 | Opposite Day        | Pequeno detetive        |       |
| 2009 | Subject: I Love You | Tommy                   | Voz   |
| 2012 | Frankenweenie       | Edgar                   | Voz   |
| 2013 | Super Buddies       | Monk-E                  | Voz   |

### Televisão
| Ano         | Título                         | Personagem                            | Notas                                            |
| ----------- | ------------------------------ | ------------------------------------- | ------------------------------------------------ |
| 2007        | The Class                      | Jonah                                 | Episódio: "The Class Rides a Bull"               |
| 2007        | Days of our Lives              | Garoto irlandês                       | Episódio #1.10632                                |
| 2007        | Human Giant                    | Wade                                  | Episódio: "Mind Explosion"                       |
| 2008        | Carpoolers                     | Garoto                                | Episódio: "Take Your Daughter to Work Day"       |
| 2008        | Out of Jimmy's Head            | Aaron                                 | Episódio: "Bad Fad"                              |
| 2009        | My Name Is Earl                |                                       | Episódio: "Chaz Dalton's Space Academy"          |
| 2009–2018   | The Middle                     | Brick Heck                            | (70+ episódios)                                  |
| 2010–2014   | Fish Hooks                     | Albert Glass                          | Voz                                              |
| 2011        | I'm in the Band                | Eddie Nova, Jr.                       | Episódio: "Camp Weasel Rock"                     |
| 2011        | The Penguins of Madagascar     | Gêmeos Vesuvius                       | Voz, episódio: "Danger Wears a Cape"             |
| 2011        | Young Justice                  |                                       |                                                  |
| 2011        | Shake It Up                    | Zane                                  | Episódio: "Beam It Up"                           |
| 2011        | ThunderCats                    | Emrich                                | Episódio: "Song of the Petalars"                 |
| 2011        | Extreme Makeover: Home Edition | Aparição                              | Episódio: "Sharrock Family"                      |
| 2012        | Made in Hollywood              | Aparição                              | Episódio: #8.3                                   |
| 2014 - 2020 | Steven Universe                | Peedee                                | Voz                                              |
| 2020        | Eu Nunca...                    | Representante da ONU Modelo da Rússia | Episódio (1.05): "... comecei uma gerra nuclear" |

## Prêmios e indicações
| Ano  | Prêmio              | Categoria                                      | Resultado |
| ---- | ------------------- | ---------------------------------------------- | --------- |
| 2011 | Young Artist Awards | Outstanding Young Ensemble in a TV Series      | Indicado  |
| 2013 | Annie Award         | Voice Acting in an Animated Feature Production | Indicado  |